# Voodoo (película de 1995)
Voodoo (conocida en Hispanoamérica como El ministro del vudú) es una película de terror estadounidense de 1995, dirigida por Rene Eram y escrita por Brian DiMuccio y Dino Vindeni. Corey Feldman interpreta a un joven que debe enfrentarse a un culto vudú.  Filmada en los Estados Unidos en la primavera de 1995, Voodoo se editó en formato VHS por A-Pix Entertainment en noviembre de ese mismo año y en formato DVD a través de Simitar Entertainment, en 1997.

## Argumento
Andy no está dispuesto a vivir lejos de su novia Rebecca, por lo que decide mudarse al Reino Unido desde los Estados Unidos para poder estar cerca de ella, quien está estudiando medicina en la universidad. Allí él conoce a Cassian Marsh, quien le persuade para que se acerque a la fraternidad Omega, donde Marsh es el líder. Siguiendo una iniciación típica de la fraternidad, a Andy se le ofrece un lugar en la casa Omega y acepta enseguida. Luego se da cuenta de que un anciano de aspecto sospechoso se pasea por el campus y el desconocido le advierte de que la hermandad esconde un secreto oscuro: Marsh es parte de un culto vudú y permanecer en la fraternidad puede ser peligroso. Andy cree que solamente es un viejo loco, pero a medida que se desarrollan los acontecimientos, parece que Marsh está usando la casa Frat para practicar el vudú haitiano junto a sus amigos zombis.

## Elenco
- Corey Feldman como Andy.
- Jack Nance como Lewis.
- Joel J. Edwards como Marsh.
- Diane Nadeau como Rebecca.
- Ron Melendez como Eric.
- Sarah Douglas como Prof. Conner
- Amy Raasch como Wendy.
- Brian Michael McGuire como  Ken.
- Christopher Kriesa como Baird.
- Clark Tufts como Loomis.
- Maury Ginsberg como Deitz.
- Darren Eichhorn como David.
- Brendan Hogan como Stan.

## Recepción
Según recoge The Zombie Movie Encyclopedia, el académico Peter Dendle dijo: "Un «thriller» mediocre que combina El corazón del ángel con La revancha de los novatos, pretendiendo que creamos que hacía alguna falta."